# Јоргос Папаниколау
Јоргос Папаниколау (грч. Γεωργιος Παπανικολαου, енгл. Georgios Nicholas Papanikolaou; Кими, 13. мај 1883 — Мајами, 19. фебруар 1962) је био амерички лекар и патолог грчког порекла, пионир у примени цитологије у раном откривању преканцерозних лезија грлића материце у жена. Први лекар који у гинеколошку праксу увео тест који по њему носи епоним Папаниколау тест. Добитник је престижне Награде Алберта Ласкер за медицину (1950).

## Живот и каријера
Јоргос Папаниколау рођен је 13. маја 1883. у Кими на острву Еубеји, у близини јужног града Каристоса познатог по древном лекару Диоклесу од Каристоса (енгл. Diocles of Carystus), кога су звали други Хипократ. Папаниколау је био син Николаса Папаниколауа, лекара, и Марије, образоване жене која је гајила велику љубав према класицима књижевности. Николас и Марија су имали четворо деце (два сина и две ћерке). Као дечак Папаниколау је волео живот у природи, посебно планинарење и пловидбу.
Папаниколау је од 11 године основно образовање стицао у Атини, у којој је 1898. уписао студије хуманистике и музике на Универзитету у Атини. Међутим, у складу са очевим жељама, даље школовање наставио на Медицинском факултету Универзитета у Атини на коме је и дипломирао 1904. Након дипломирања Папаниколау је једно време радио као хируршки асистент у војсци све до 1906.
Како је Папаниколау јаку желео да се бави науком и истраживањима у медицини, током 1907. је отишао у Јени, Немачка, на последипломске студије које је уписао на Институту зоологије у Минхену, (највећем зоолошком истраживачком центру у свету тога времена). Његов први учитељ у Минхену био је професор Ернст Хекел Хајнрих Филип Август (1834—1910), један од највећих зоолога у Европи. Папаниколау је 1910. докторирао из зоологије на Универзитету у Минхену.
На путу за Париз Папаниколау је након посете Океанографском институту у Монаку, добио понуду, коју је он прихватио, да на овом институту ради годину дана као физиолог. Након смрти његове мајке Папаниколау се враћа у Грчку где се оженио Andromache Mavroyeni званом Марија, ћерком високо рангираног војног официра. За време Балканског рата 1912 — 1913, служио је као потпоручник у санитетској служби грчке војске.
Жељан медицинских истраживањима Папаниколау је заједно са супругом отпутовао у САД. На острво Елис (Ellis Island) он и супруга стигли су 19. октобра, 1913. са новцем који је био довољан само за визе и без знања енглеског језика. Његов први посао у САД био је продавац тепиха. Да би обезбедио средства за живот Папаниколау је свирао виолину у ресторанима, и био чиновник у новинама на грчком језику, док је Мери радила као кројачица. Међутим, убрзо је Папаниколау именован за асистента у одељењу за патологију болнице у Њујорка, а 1914. постао је асистент анатомије на Корнеловом медицинском факултету. Када је избио Први светски рат Папаниколау је одлучио да се трајно настани у САД и 1927. је добио америчко држављанство.
У седамдесет и осмој години, Папаниколау је окончао четрдесетосмогодишњи рад на универзитету Корнел, када је преузео „Папаниколау институту за рак у Мајамију“. Интензивно се ангажујући око планирања активности за даље ширење овог институте Папаниколау је доживео срчани удар и умро 19. фебруара 1962. Сахрањен је у Клинтону у Њу Џерзију.
Писац многих научних радова, предложен је за Нобелову награду за медицину али је није добио.

## Дело
У лабораторији за патологију на универзитету Корнел, Папаниколау је започео своја истраживања са микроскопирањем узорака вагиналног секрета гвинеја свиња. Он је нашао да су промене у епителним ћелијама (спољних слојева коже или органа) у корелацији са еструсом животиње или менструалним циклусом. У 1923 Папаниколау је почео и испитивања размаза вагиналног секрета жена и са грлића материце и том приликом је открио појаву канцерогених ћелије рака материце. У медицинском часопису 1928, Папаниколау је први пут приказао своју теорију да се микроскопским прегледом бриса вагиналног секрета, након стругања површина унутрашњости вагине, може открити присуство ћелија рака у материци. У то време лекари су се углавном ослањали на биопсију и киретажу у дијагностици и лечењу рака материце и игнорисали су примену теста насталог на основу истраживање Папаниколауа.
Било је потребно неколико десетина година да медицинске науке препозна значај Папаниколау теста. Америчка медицинска удружења су тек 1960. почела да препоручује својим лекарима годишњу примену овог теста. Папаниколау је умро (1962) само две године, након што је је његов тест доказао ефикасност и постао познат као рутинска метода која се примењује широм света. ...„Од увођења Папаниколау теста, стопа јављања рака грлића матернице у Северној Америци је опала за око 70%, а животи милиони жена су продужени.... Папаниколау је такође по и истом принципу стругања ткива за цитолошки преглед осмислио и побољшани теста за откривање рака плућа, бешике и желуца.“

## Признања
- Јогрос Папаниколау је постао први почасни члан Атинске академије 1932. године.[5]
- Добитник је награде Алберт Ласкер за истраживања у области клиничке медицине за изузетан допринос у истраживањима везаним за рак и његово правовремено откривање као могућег узрока смрти, захваљујући његовом релативно брзом, једноставном и прецизном тесту за дијагностиковање неких типова туморских ћелија рака. Папаниколау је ову престижну награду добио за живота 1950.[2]
- Папаникулауов портрет налазио се на предњој страни новчанице од 10.000 грчких драхми у периоду од 1995. до 2001, све до замене драхме за евро.
- У 2009. Папаниколау је у анкети „Великани грчке“ освојио друго место и по популарности је био одмах иза Александра Македонског.[8]